# 荻野稔
荻野 稔（おぎの みのる、1985年11月30日 - ）は、日本の政治家、同人作家、バーチャルYouTuber。東京都議会議員（1期）、大田区議会議員（3期）。都民ファーストの会都政改革委員（大田区担当）。議員活動を含め、おぎの稔の表記を使用している。
大田区の「オタク議員」とも呼ばれ、表現の自由を守る活動に取り組む政治家として知られる。

## 来歴
1985年群馬県桐生市に生まれる。群馬県立伊勢崎東高等学校を卒業後上京し、アミューズメントメディア総合学院を卒業。非正規雇用、日雇い派遣の現場を体験、その後、NPO活動に従事。
コンテンツ文化研究会のメンバーとして2010年の石原慎太郎都知事の下で行われた東京都青少年の健全な育成に関する条例改正案（非実在青少年問題）への反対運動に参加するなど、表現の自由を守る市民運動に取り組んだことがきっかけとなり、政治家としてのキャリアをスタートさせた。
2010年より議員秘書を務め、2013年から柳ヶ瀬裕文東京都議会議員の秘書を務めた。
2015年4月、維新の党公認で大田区議会議員選挙に立候補し初当選。
2018年10月、特殊詐欺事件に関連し口座が悪用された疑いで事情聴取を受け、同年12月31日付で議員を辞職。
2019年4月、大田区議会議員選挙に無所属で立候補し再選。
2020年4月、バーチャルYouTuber（VTuber）としての活動を開始。
2023年4月23日、大田区議会議員選挙に無所属で3期目の当選。当選後は都民ファーストの会、国民民主党所属の大田区議会議員と会派「東京政策フォーラム（都民ファースト・国民民主・無所属の会）」を組み、幹事長に就任。
2024年1月、東京青年会議所大田区委員会の第50代委員長に就任。（同年12月に任期満了）
2025年2月、同年6月22日執行予定の東京都議会議員選挙に都民ファーストの会公認候補として大田区選挙区から立候補することが発表された。同年6月13日に都議選に立候補を届け出たため、公職選挙法の規定により大田区議会議員を退職（自動失職）となった。投開票の結果、24,860票で5位で初当選となった。

## 人物
- 大田区の「オタク議員」とも呼ばれる[3][21]。
- コミックマーケットに「オタギイン」というサークル名で毎年参加している[21]。
- 2024年4月1日に光月こたけと結婚[22]し、同年12月24日に結婚式をネット中継ありの通常版[23]とメタバース版[24]の2回に分けて挙げた。

## 主な活動

### 表現の自由とサブカルチャー振興
- 2021年9月、松戸市のご当地VTuber戸定梨香が交通安全PR動画の削除を巡り全国フェミニスト議員連盟から抗議を受けた件で、荻野は青識亜論と共に抗議と公開質問状を提出する署名運動を展開した[25]。
- 2023年6月、埼玉県の水着撮影会中止騒動を受け、渋谷区で開催されたデモ行進（主催：あおちゃんぺ）を支援した[26]。

### 情報発信とバーチャルYouTuber活動
- 2025年5月現在、X（旧Twitter）ではフォロワー数が10万人を超えている[27]。
- 自ら原案を手がけた政策マンガ[28]を2015年から制作しており、作画は多くの漫画家やイラストレーターが担当している。
- 2020年からバーチャルYouTuber（VTuber）として活動している[29]。
- 2021年、Discord内に自身のサーバー「バーチャル大田区Discord支部」を作成。最盛期には5,000名を超える登録者がいた[30]。

### その他
- てんかんとADHDの持病を公表し、自死遺族としての経験を基に障害者支援やメンタルヘルス政策を推進している[31]。

## 選挙歴
| 当落 | 選挙               | 執行日        | 年齢 | 選挙区 | 政党               | 得票数    | 得票率 | 定数 | 得票順位 /候補者数 | 政党内比例順位 /政党当選者数 |
| ---- | ------------------ | ------------- | ---- | ------ | ------------------ | --------- | ------ | ---- | ------------------ | ---------------------------- |
| 当   | 大田区議会議員選挙 | 2015年4月26日 | 29   |        | 維新の党           | 3653票    | 1.39%  | 50   | 30/65              | /                            |
| 当   | 大田区議会議員選挙 | 2019年4月21日 | 33   |        | 無所属             | 3304票    | 1.33%  | 50   | 43/70              | /                            |
| 当   | 大田区議会議員選挙 | 2023年4月23日 | 37   |        | 無所属             | 8110票    | 3.05%  | 50   | 3/82               | /                            |
| 当   | 東京都議会議員選挙 | 2025年6月22日 | 39   | 大田区 | 都民ファーストの会 | 2万4860票 | 8.57%  | 7    | 5/16               | /                            |

## 政策・主張
- 大田区内の学力格差のデータを公開し、学力の偏在是正を訴える[32]。
- コロナ禍でのイベント施設使用制限に慎重な姿勢を示し、同人誌即売会主催者らと共に東京都に陳情[33]。
- 漫画を活用して政治を身近にすることを目指すと発言[34]。
- 海外（カナダ）のメディアの取材で、児童を性的対象とした漫画を守る必要があるかとの質問に対し、（荻野は非実在青少年を題材とするアニメ・ゲーム等の創作物 （フィクション ）については権利を侵害される実在そのものが存在しないことから表現を規制すべきではないという立場のため）守る必要があると回答[35]。

## 所属団体・議員連盟
- 全国若手市議会議員の会 東京都支部にあたる東京若手議員の会[36]
- 公益社団法人東京青年会議所
- 文化芸術振興自治体議員連盟[37]

## 作品
- ＜7月4日、決戦・東京都議会議員選挙＞（2021年7月）
- V・VOTE（ぶい・ぼ〜と）【衆議院議員選挙投票啓発動画】（2021年10月）
- シン・サンギインセンキョ【選挙啓発特撮パロディ動画】（2022年7月）

## ディスコグラフィ
|                  | タイトル                    | アルバム         | 発売日        | 規格                   | 備考 |
| ---------------- | --------------------------- | ---------------- | ------------- | ---------------------- | --- |
| コンピレーション | ココロコスプレ(おぎの稔ver) | VIRTUALIC NATION | 2020年8月11日 | デジタル・ダウンロード | 編曲：Cyber Brigade VTuberコンピレーションアルバム「VIRTUALIC NATION」プロジェクトによる。 VTuber「バーチャル美少女ねむ」の楽曲をカバー。 |

## 不祥事

### 口座不正譲渡
2018年10月、前年2月に発生した特殊詐欺事件で荻野の口座が振込先となっていたため、警視庁から犯罪による収益の移転防止に関する法律（犯罪収益移転防止法）に違反し悪用された疑いで事情聴取を受けた。荻野は金融業者を名乗る男に借り入れを申し込んだ際にキャッシュカードなどの送付を求められ、それに従ってしまったところ持ち逃げされてしまったと弁明し、詐欺被害者への弁償の意向を示し謝罪した。日本維新の会は同年10月3日付で党員資格を無期限停止し、同年12月31日付で議員を辞職。その後、2019年4月の選挙で無所属として再選。